# Louis Brisson

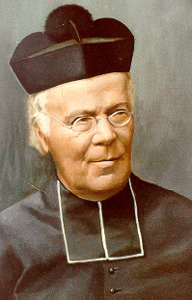
Louis Brisson (1817–1908)

Louis Brisson (* 23. Juni 1817 in Plancy-l’Abbaye (Aube); † 2. Februar 1908 ebenda) war katholischer Priester. Er gründete die Oblatinnen des hl. Franz von Sales und Oblaten des hl. Franz von Sales. 
Er wurde am 22. September 2012 in der Kathedrale von Troyes seliggesprochen. Sein Gedenktag wurde auf den 12. Oktober festgesetzt.

## Leben

### Kindheit und Priesterweihe
Louis Brisson wurde am 23. Juni 1817 in Plancy-l’Abbaye, einer Stadt in der Champagne, ca. 30 km von Troyes, dem Hauptort des Departementes Aube, geboren.
Louis war das einzige Kind von Toussaint Grégoire Brisson (1785–1875) und Savine Brisson, geborene Corrard (1795–1881). Seine Taufe fand am 29. Juni 1817 in der Pfarrkirche von Plancy statt. In der Schule interessierte er sich besonders für die Naturwissenschaften, also Mathematik, Biologie, Chemie und Physik.
Sein Berufsziel war es jedoch Priester zu werden. Dieser Wunsch erfüllte sich am 19. Dezember 1840, als er im benachbarten Bistum Châlons-en-Champagne die Priesterweihe empfing. Da der damalige Bischof von Troyes erkrankt war, konnte Brisson nicht in seiner Heimatdiözese Troyes geweiht werden.
Als prägende Erinnerung an diesen Tag berichtete Brisson später hauptsächlich darüber, dass es −27 °C kalt war.

### Die ersten Priesterjahre
Bereits ein Jahr nach seiner Priesterweihe trifft er als Spiritual des Klosters der Heimsuchung Mariens in Troyes auf Maria Salesia Chappuis, der Oberin, die sein Leben von nun an entscheidend beeinflusste. Die „Gute Mutter“, wie sie von ihren Mitschwestern genannt wurde, war nämlich davon überzeugt, dass Louis Brisson jener Priester sei, der ihre Idee der Gründung einer Ordensgemeinschaft von Männern im Geist des hl. Franz von Sales in die Tat umsetzen würde.
Der hl. Franz von Sales (1567–1622), der Gründer der Heimsuchung Mariens, wollte nämlich ebenso einen Männerorden gründen. Sein früher Tod im Alter von 55 Jahren verhinderte dies jedoch. Maria Salesia Chappuis setzte nun alles daran, Louis Brisson für diesen Plan zu gewinnen. Dieser jedoch war davon keineswegs begeistert. Er war neben seiner priesterlichen Tätigkeit (unter anderem war er Lehrer am Knabenseminar) eher ein naturwissenschaftlich interessierter Mensch. Dieses Interesse spornte ihn zum Beispiel an, eine astronomische Uhr zu konstruieren und zu bauen, die Sternenzeit, Sonnenzeit, Weltzeit, die absolute Zeit und die mittlere Zeit aller Länder der Erde anzeigte. Man kann diese Uhr noch heute im Kloster der Oblatinnen des hl. Franz von Sales in Troyes bewundern.

### Gründung der Oblatinnen und Oblaten des hl. Franz von Sales
Maria Salesia Chappuis setzte sich schließlich durch. Es dauerte jedoch immerhin fast 30 Jahre, bis Louis Brisson im Jahre 1872, nämlich am 1. Oktober 1872, die Kongregation der Oblaten des hl. Franz von Sales gründete.
Dazwischen sorgte er sich vor allem um jene jungen Männern und Frauen, die zu Beginn der Industrialisierung vom Land in die Stadt gezogen waren, um dort Arbeit zu finden. Diese fanden oft keine ordentliche Unterkunft. Deshalb gründete Louis Brisson den Verein vom hl. Franz von Sales mit dem Ziel, den Eifer der Gläubigen durch Gebet und Werke der Nächstenliebe neu zu entfachen. Aus diesem Verein entwickelten sich vier Zweige: das Werk des frommen Lebens, das Werk der Soldaten, das Missionswerk und das Werk der Arbeiterjugend, für die er sich besonders sorgte. So gründete er auch drei Heime, in denen vor allem die jungen Arbeitermädchen ein solides Zuhause fanden. Zusammen mit Leonie Aviat gründete er 1868 die Oblatinnen des hl. Franz von Sales, die sich um die Erziehung dieser jungen Mädchen kümmerten.
Zur Gründung der Oblaten des hl. Franz von Sales kam es, als ihn sein Bischof bat, die einzige katholische Privatschule der Diözese zu retten. Er und seine Mitarbeiter in dieser Schule bildeten die erste Gemeinschaft der Oblaten des hl. Franz von Sales, die 1875 offiziell mit dem Segen des Papstes weltweit anerkannt wurde.

### Die letzten Lebensjahre
In den letzten dreißig Jahren bis zu seinem Tod 1908 breitete sich die Gemeinschaft über Europa, bis nach Afrika, Nordamerika und Lateinamerika aus. Mit dazu beigetragen hat die kirchenfeindliche Politik in Frankreich Ende des 19. Jahrhunderts, durch die sehr viele Priester und Ordensleute ihre Klöster schließen mussten und des Landes verwiesen wurden. So geschah es auch den Oblaten des hl. Franz von Sales. Louis Brisson fühlte sich aufgrund seines hohen Alters nicht mehr in der Lage, das Land zu verlassen. Er zog sich in sein Geburtshaus nach Plancy zurück, wo er am 2. Februar 1908 im Alter von 91 Jahren starb.

## Seligsprechungsprozess
Gleich nach dem Tod begann man sich um die Seligsprechung Louis Brissons zu bemühen. Der Informativprozess wurde am 11. Februar 1938 in Troyes eröffnet und erst nach dem Zweiten Weltkrieg am 15. Dezember 1949 abgeschlossen. Ein ergänzender Prozess folgte in Rom vom 8. Juli 1963 bis zum 13. Januar 1964. Die Ergebnisse des Informativprozesses wurden am 6. Oktober 1995 durch die Kongregation für Selig- und Heiligsprechungsprozesse per Dekret bestätigt. Am 19. Dezember 2009 wurde der „heroische Tugendgrad“ von P. Brisson seitens der Kongregation für die Selig- und Heiligsprechungsprozesse anerkannt. In diesem Dekret erklärt Papst Benedikt XVI. wörtlich: „Es wird im vorliegenden Fall festgestellt, dass der Diener Gottes, Louis Brisson, Priester und Gründer der Oblaten und Oblatinnen des heiligen Franz von Sales, die göttlichen Tugenden Glaube, Hoffnung und Liebe zu Gott und den Nächsten sowie die Kardinaltugenden Klugheit, Gerechtigkeit, Maßhalten und Tapferkeit und diesen verwandte Tugenden in einem heroischen Grad übte.“
Zwei Jahre später, am 19. Dezember 2011, erkannte Papst Benedikt XVI. ein Wunder auf Fürsprache Brissons an. Damit nahm der Seligsprechungsprozess seine letzte Hürde. Die Seligsprechung fand am 22. September 2012 in der Kathedrale von Troyes statt.
Im Auftrag von Papst Benedikt XVI. übernahm der Präfekt der Kongregation für Selig- und Heiligsprechungen, Kardinal Angelo Amato SDB, den liturgischen Vorsitz bei der Seligsprechungsfeier in der Kathedrale von Troyes. Es nahmen über 3.000 Menschen an der Feier in der Kathedrale und auf dem Platz vor der Kathedrale teil, in Brissons Geburtsort Plancy-l’Abbaye waren es mehr als 1.500.